# Lily Gao
Lily Gao es una actriz canadiense nacida en China que tuvo papeles importantes en los programas de televisión The Expanse y Second Jen, y en la película Resident Evil: Welcome to Raccoon City.

## Filmografía
| Año       | Título                                 | Rol              | Referencias |
| --------- | -------------------------------------- | ---------------- | ----------- |
| 2012      | True Justice                           | Mei              |             |
| 2013      | Doyers Street                          |                  |             |
| 2014      | Transporter: The Series                | Nicole           |             |
| 2016–2017 | Blood and Water                        | Jennifer         |             |
| 2016–2018 | Second Jen                             | Karen            | [ 1 ]       |
| 2017      | Air Emergency                          | Flight attendant |             |
| 2018      | Carter                                 | Siobhan          |             |
| 2018      | Kin                                    | Female cleaner   |             |
| 2018      | Through Black Space                    | Lauren           |             |
| 2018–2020 | Letterkenny                            | Ellen / Sally    |             |
| 2019      | My Mother's Killer Boyfriend           | Lily Yamato      |             |
| 2019      | The Handmaid's Tale                    | Evelyn Chu       |             |
| 2019      | Private Eyes                           | Michelle Choi    |             |
| 2019      | Art of Falling in Love                 | Carolyn          |             |
| 2019      | Rabid                                  | Stella           |             |
| 2019      | Resolve                                | Older Allie      |             |
| 2019–2020 | The Expanse                            | Nancy Gao        | [ 2 ]       |
| 2020      | Transplant                             | Lucy Marsh       |             |
| 2020      | Rising Suns                            |                  |             |
| 2020      | Grand Army                             | S.A.N.E.         |             |
| 2021      | Resident Evil: Welcome to Raccoon City | Ada Wong         | [ 3 ]       |
| 2022      | The End of Sex                         | Kelly            |             |